# گروه موسیقی ویرجین
گروه موسیقی ویرجین (انگلیسی: Virgin Music Group) (به اختصار وی‌ام‌جی) یک ناشر موسیقی جهانی است که در ۱۳ سپتامبر ۲۰۲۲ تأسیس شد و متعلق به گروه موسیقی یونیورسال است.